# بطولة مجتمع مدريد
بطولة مجتمع مدريد أو بطولة CAM (بالإنجليزية: Torneo de la Comunidad de Madrid) هي بطولة كرة سلة تُلعب كل فترة تحضيرية للموسم بين فرق دوري ACB الإسباني من منطقة مجتمع مدريد، حتى عام 2014.
يُعتبر فريق ريال مدريد النادي الأكثر تتويجًا بألقاب البطولة، حيث فاز بآخر عشر نسخ منها على التوالي، حيث أن الفرق الوحيدة التي فازت بألقاب البطولة هي ريال مدريد، وإستوديانتس، وفوينلابرادا، كما شاركت فرق أخرى في البطولة مثل كولادو فيلالبا وكاخامدريد.

## التاريخ
| السنة | المضيف           | البطل       | الوصيفون       | النتيجة                                 |
| ----- | ---------------- | ----------- | -------------- | --------------------------------------- |
| 1984  | كولادو فيلالبا   | ريال مدريد  | إستوديانتس     | 101–72                                  |
| 1985  | إس إس رييس       | ريال مدريد  | إستوديانتس     | 101–79                                  |
| 1986  | مدريد            | ريال مدريد  | إستوديانتس     | 95–92                                   |
| 1987  | مدريد            | ريال مدريد  | إستوديانتس     | 102–87                                  |
| 1988  | مدريد            | إستوديانتس  | ريال مدريد     | 82–78                                   |
| 1989  | مدريد            | ريال مدريد  | إستوديانتس     | RM 96–85 EST RM 93–65 CV EST 111–83 CV  |
| 1990  | مدريد            | إستوديانتس  | كولادو فيلالبا | EST 86–82 CV CV 77–61 RM RM 68–92 EST   |
| 1991  | مدريد            | ريال مدريد  | إستوديانتس     | RM 80–76 EST RM 101–95 CV EST 95–68 CV  |
| 1992  | مدريد            | إستوديانتس  | ريال مدريد     | EST 65–76 RM RM 68–54 EST               |
| 1993  | مدريد            | إستوديانتس  | ريال مدريد     | 78–69                                   |
| 1994  | مدريد            | ريال مدريد  | إستوديانتس     | EST 79–81 RM RM 100–91 EST              |
| 1995  | مدريد            | ريال مدريد  | إستوديانتس     | 100–92                                  |
| 1996  | مدريد            | إستوديانتس  | ريال مدريد     | RM 51–30 FUE EST 40–27 FUE EST 48–44 RM |
| 1997  | مدريد            | ريال مدريد  | إستوديانتس     | 87–75                                   |
| 1998  | توريخون دي أردوز | فوينلابرادا | ريال مدريد     | FUE 91–80 RM EST 88–87 FUE RM 79–73 EST |
| 1999  | توريخون دي أردوز | إستوديانتس  | ريال مدريد     | EST 77–69 RM EST 90–74 FUE FUE 75–91 RM |
| 2000  | توريخون دي أردوز | ريال مدريد  | فوينلابرادا    | RM 90–69 FUE FUE 76–75 EST RM 93–89 EST |
| 2001  | أرجاندا ديل ري   | إستوديانتس  | ريال مدريد     | EST 97–96 FUE FUE 49–93 RM EST 95–82 RM |
| 2002  | أرجاندا ديل ري   | إستوديانتس  | فوينلابرادا    | EST 80–73 FUE FUE 68–67 RM EST 83–72 RM |

| السنة | المضيف            | البطل      | الوصيفون    | النتيجة                                  |
| ----- | ----------------- | ---------- | ----------- | ---------------------------------------- |
| 2003  | توريخون دي أردوز  | إستوديانتس | ريال مدريد  | RM 84–82 FUE EST 108–89 FUE EST 90–74 RM |
| 2004  | توريخون دي أردوز  | ريال مدريد | إستوديانتس  | 81–69                                    |
| 2005  | بينتو             | ريال مدريد | فوينلابرادا | EST 77–76 FUE FUE 70–67 RM RM 92–70 EST  |
| 2006  | بينتو             | ريال مدريد | فوينلابرادا | RM 78–61 FUE FUE 67–54 EST RM 69–57 EST  |
| 2007  | الكوبنداس         | ريال مدريد | فوينلابرادا | EST 72–76 FUE FUE 62–71 RM RM 70–60 EST  |
| 2008  | الكوبنداس         | ريال مدريد | إستوديانتس  | EST 75–59 FUE FUE 69–63 RM RM 75–59 EST  |
| 2009  | الكوبنداس         | ريال مدريد | فوينلابرادا | RM 65–59 FUE EST 75–79 FUE RM 78–70 EST  |
| 2010  | فوينلابرادا مدريد | ريال مدريد | فوينلابرادا | FUE 78–76 EST FUE 81–85 RM EST 79–84 RM  |
| 2011  | ليغانيس           | ريال مدريد | إستوديانتس  | FUE 62–81 RM EST 70–68 FUE RM 79–68 EST  |
| 2012  | ليغانيس           | ريال مدريد | إستوديانتس  | 71–60                                    |
| 2013  | ليغانيس           | ريال مدريد | إستوديانتس  | 86–69                                    |

## الأداء حسب النادي
| النادي         | العناوين | الوصيفون | سنوات الفوز |
| -------------- | -------- | -------- | --- |
| ريال مدريد     | 20       | 8        | 1984, 1985, 1986, 1987, 1989, 1991, 1994, 1995, 1997, 2000, 2004, 2005, 2006, 2007, 2008, 2009, 2010, 2011, 2012, 2013 |
| إستوديانتس     | 9        | 14       | 1988, 1990, 1992, 1993, 1996, 1999, 2001, 2002, 2003                                                                   |
| فوينلابرادا    | 1        | 7        | 1998 |
| كولادو فيلالبا | 0        | 1        | |